# Markenpokal

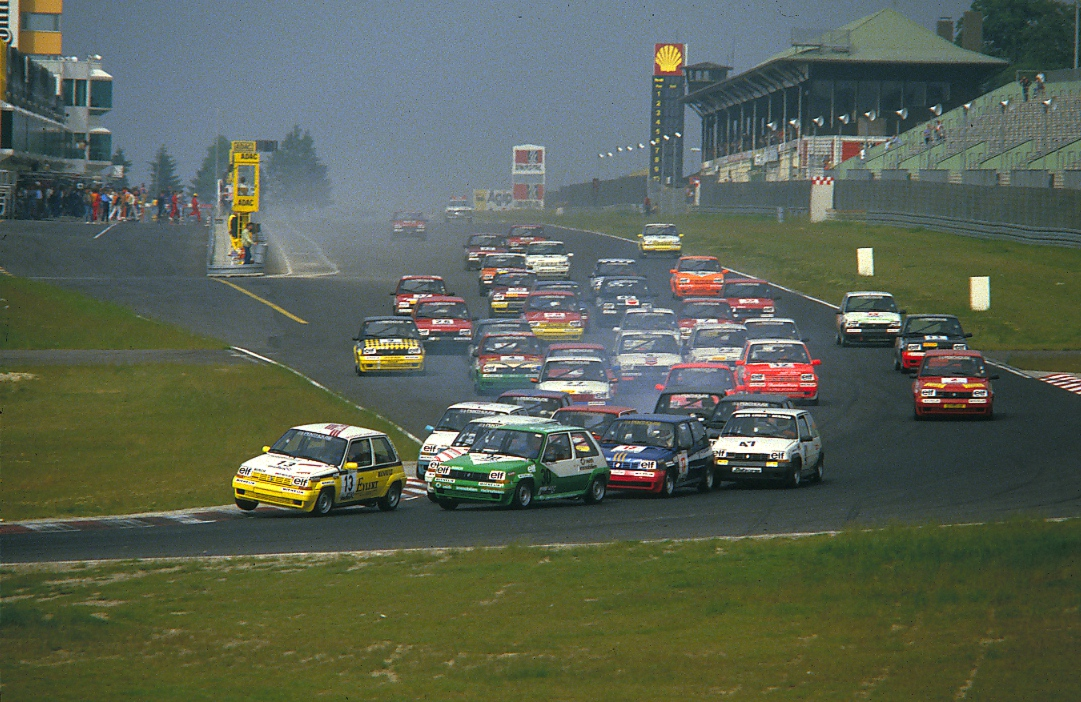
Renault-5-Pokal am 6. Juli 1985 auf dem Nürburgring

Ein Markenpokal ist eine Serie von Veranstaltungen im Motorsport, bei der gleichartige Fahrzeuge einer Marke (zum Beispiel Ford) und Typs (zum Beispiel Fiesta) gegeneinander antreten.

## Geschichte
Bereits ab 1965 fuhren aus den USA importierte Formel V mit kostengünstiger VW-Käfer-Technik unter sich Rennen aus, die Formel Ford zog nach. In den frühen 1970er Jahren begann Renault, erst in Frankreich, danach in anderen Ländern wie Deutschland, eine Rundstrecken-Rennserie mit dem damals sehr populären Renault 5 durchzuführen. Das Neue daran war, dass der Wettbewerb nicht für Autos unterschiedlicher Marken ausgeschrieben war, beispielsweise Gruppe 2 bis Hubraumgrenze 1300 cm³, sondern dass exklusiv die Autos eines Herstellers an den Start gingen.
Hintergedanke war, dass sich der beste Fahrer durchsetzen und nicht ein Fabrikat sich wegen technischer Überlegenheit als schneller erweisen sollte – wobei sich die technische Überlegenheit je nach Strecke auch ändern kann, während bei Markenpokalen eine gewisse Konstanz gewährleistet wird.
Als Vorstufe existierte von 1966 bis 1969 in Frankreich ein Renault-Gordini-Cup, an dem Fahrzeuge des Typs R8 Gordini teilnahmen. Die offizielle Bezeichnung lautete „Renault 8 Gordini Pokal“. Dieser fand aber in den Medien weniger Beachtung.

## Hersteller

### Automobilmarkenpokale mit Bezug zu Deutschland
- Porsche Supercup
- Porsche Carrera Cup
- Porsche 944 Turbo Cup
- Ford Fiesta Mixed Cup
- Ford Escort Cup
- Ford Puma Cup
- Ford Fiesta ST Cup
- Renault Mégane Cup
- Renault Clio Cup
- Renault Clio V6 Trophy
- VW Golf Cup
- Volkswagen Lupo Cup
- Volkswagen New Beetle Cup
- Volkswagen Polo Cup
- Volkswagen Scirocco R-Cup
- Citroën Saxo Cup
- Toyota Yaris Cup
- Alfa 147 Cup
- Seat Leon Supercopa
- Dacia Logan Cup
- Chevrolet Cruze Cup
- Mini Challenge/Mini Trophy

### Motorradmarkenpokale mit Bezug zu Deutschland

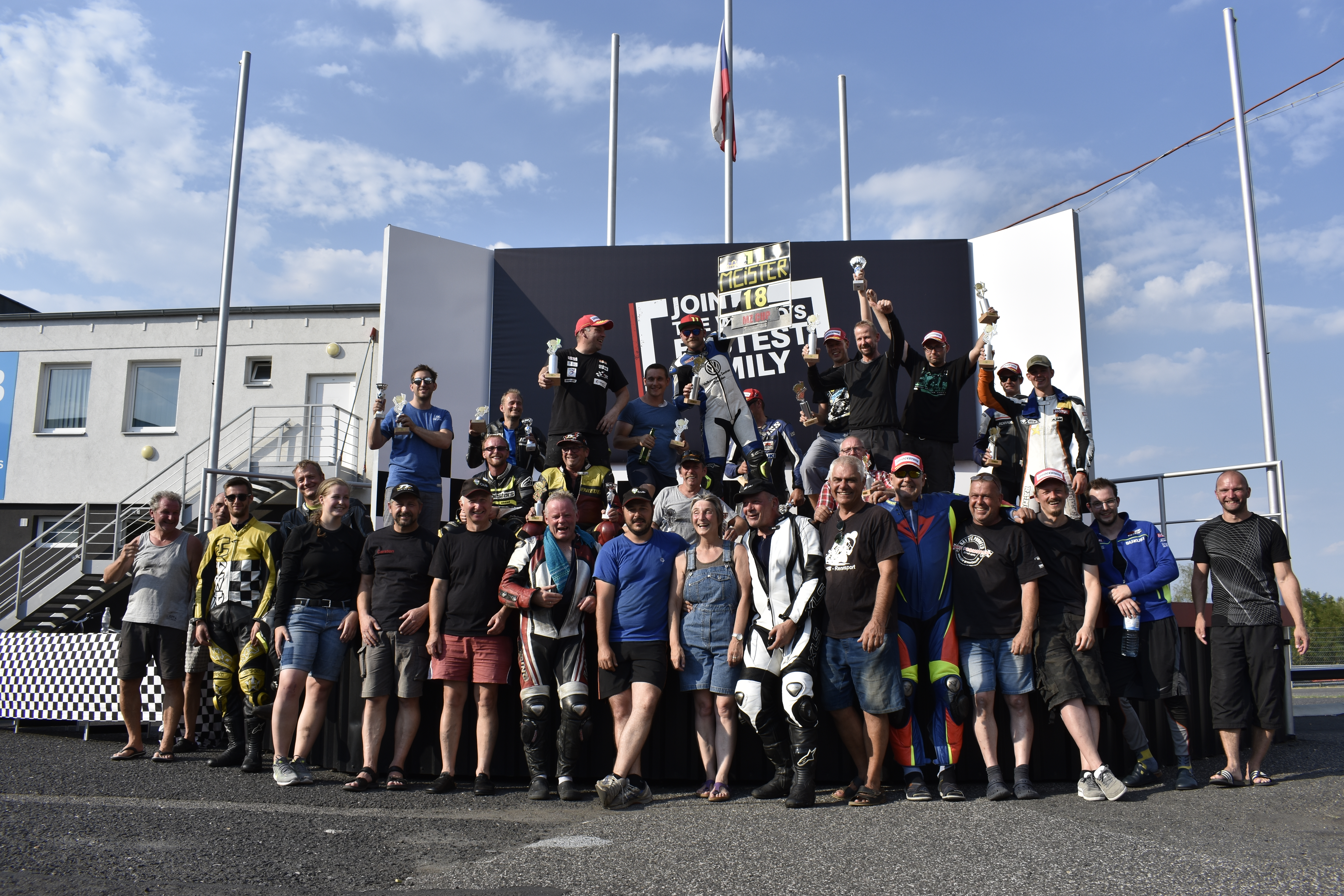
MZ-Cup-Fahrer der Saison 2018 bei der Siegerehrung im Autodrom Most

- MZ-Cup (seit 1996)[1][2][3]
- Yamaha-Cup (1978 bis 2017)

### Weitere Markenpokale
- Mégane Trophy
- Lamborghini Blancpain Super Trofeo
- Ferrari Challenge
- Porsche GT3 Cup Challenge
- Seat Cupra Cup
- BMW 130i Cup
- Suzuki Swift Cup
- Škoda Octavia Cup
- Audi R8 LMS Cup
- Ginetta GT Supercup
- Maserati Trofeo
- Trofeo Abarth 500
- Peugeot RC Cup
- Peugeot RCZ Racing Cup
- Mazda MX-5 Cup/Mazda MaX5 Cup
- Camaro Cup
- Lada Granta Cup
- BMW M2 Cup

## Reglement
In vielen Fällen dient ein Kleinwagen als Basisfahrzeug. Die erlaubten Modifikationen bis hin zum Reifen (Fabrikat und Größe) und den Aufnähern auf dem Rennoverall sind detailliert vorgegeben. Da die durch den Markenpokal vorgegebenen Veränderungen über die erlaubten einer Fahrzeuggruppe (zum Beispiel Gruppe N) hinausgehen, aber die der nächsthöheren Gruppe A bei weitem nicht erreichen, sind die Fahrzeuge außerhalb ihrer Serie oft chancenlos. Teilweise sind die Fahrzeuge für den Breitensport sogar nicht homologiert.
Bei einer offeneren Austragungsart eines Markenpokals sind die Bewerber auch die Eigentümer des Fahrzeugs und für die Übereinstimmung mit dem Reglement verantwortlich. Bei dieser Variante ist der Einstandspreis (Kaufpreis für das Auto) höher; die laufenden Kosten beschränken sich auf verbrauchtes Material (im Motorsport eher ein weiter Begriff) und das Nenngeld. Dieses wird fast immer für die gesamte Saison im Voraus erhoben. Natürlich kann auch ein Rennstall die gesamte Logistik für mehrere Fahrer übernehmen.
Bei der restriktiveren Variante eines Markenpokals verbleibt das Fahrzeug beim Hersteller und wird von diesem an die Strecke geliefert. Die Fahrer bekommen zu jedem Rennen möglicherweise ein anderes Fahrzeug. Hier wird kein Kaufpreis fällig, sondern in vergleichbarer Höhe eine Jahresmiete.

## Sport und/oder Marketing
Bei manchen Serien ist der Markenpokal ein eigenes Geschäftsmodell, um das exklusive Rennfahrzeug zu verkaufen. Bei anderen Herstellern steht ein PR-Gedanke im Vordergrund, der vom eigentlichen Sport überleitet zu Bereichen wie Lifestyle und emotionaler Werbung.
Die Motorsport-Veranstaltungsserie Beru TOP 10 bildete viele Jahre ein bekanntes und eher breitensportlich orientiertes Umfeld für viele Markenpokale. Hochpreisige Serien sind dagegen häufiger im Bereich internationaler Automobilsport-Meisterschaften zu finden, so starten beispielsweise der Porsche Supercup respektive der Porsche Carrera Cup Deutschland regelmäßig im Rahmenprogramm der Spitzenserien Formel 1 bzw. DTM.